# قرار مجلس الأمن التابع للأمم المتحدة رقم 479
قرار مجلس الأمن التابع للأمم المتحدة رقم 479، اعتمد بالإجماع في 28 سبتمبر 1980، وبعد تذكير الدول الأعضاء بعدم استخدام التهديدات والقوة في علاقاتها الدولية، دعا المجلس إيران و‌العراق إلى الكف فورًا عن أي استخدام للمزيد من القوة وتسوية النزاع بينهما من خلال المفاوضات بدلاً من ذلك.
ومضى القرار إلى حث كلا البلدين لقبول أي عرض مناسب للوساطة، بينما دعا الدول الأعضاء الأخرى إلى الامتناع عن القيام بأعمال قد تفضي إلى مزيد من تصعيد التوتر في المنطقة.
وأشاد المجلس بعمل الأمين العام بشأن هذه المسألة وطلب إليه أن يقدم تقريرًا إلى مجلس الأمن في غضون 48 ساعة.